# Cahiers des États généraux

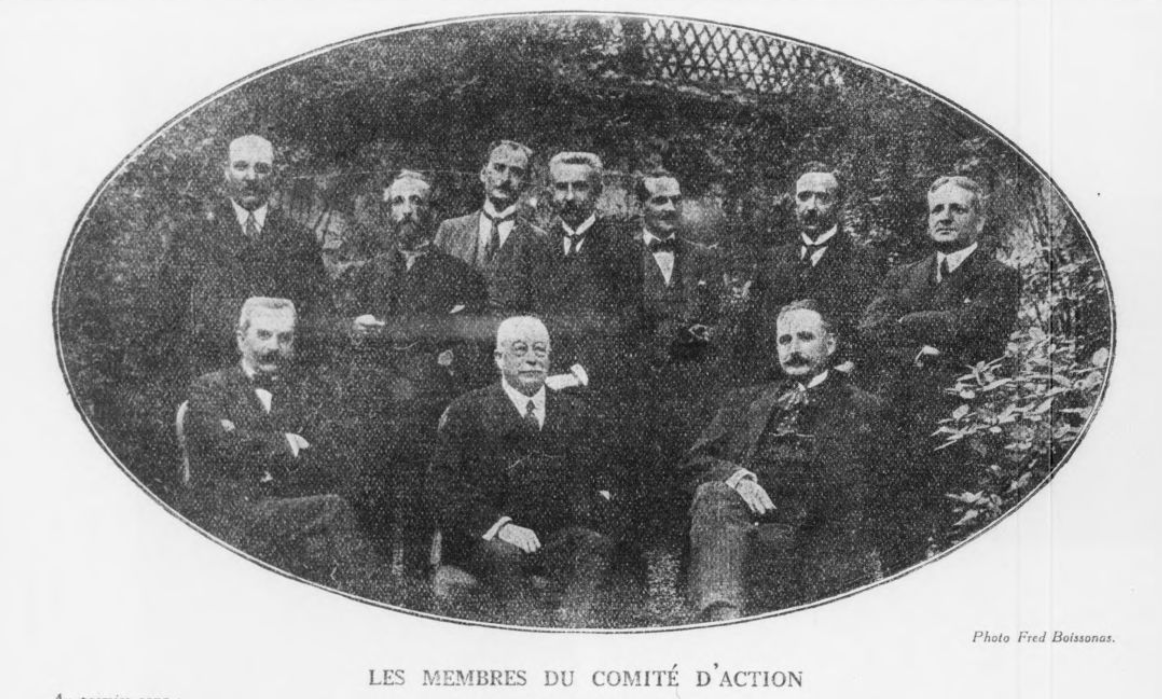
Les membres du Comité d'Action à l'origine des Cahiers des États généraux : Max Leclerc, Eugène Mathon, Bernard de Vesins, Auguste Cazeneuve, Martin-Mamy, Jacques Arthuys, Ambroise Rendu, Georges Valois, Etienne Bernard-Précy.

Les Cahiers des États généraux sont une revue mensuelle française créée en avril 1923 à Paris et dirigée par Georges Valois, militant de l'Action française qui s'arrête au 1er semestre 1925. Ce périodique est publié sous le patronage du Comité d'action pour la convocation des États généraux en lien avec la Confédération de l'intelligence et de la production française et l'Action française.

## Genèse
Dans le premier numéro des Cahiers des États généraux, Jacques Arthuys présente un historique du mouvement qui tire ses origines des descendants des députés aux États généraux du Dauphiné, qui en 1888, reprennent un manifeste du 29 septembre 1788 réclamant « une réunion des groupes sociaux capables de sauvegarder les intérêts collectifs ». René La Tour du Pin souscrit au projet en 1888 mais n'eut pas de suite.
L'idée fut reprise après la Première Guerre mondiale à la fois par Henry de Jouvenel, sénateur et directeur du journal Le Matin, au sujet de l'insuffisance de la production de blé et par l'Action française. Le 24 novembre 1922, Le Matin organisait une réunion dans les salons de l’hôtel Continental intitulée Les États généraux de l'économie nationale. Le 18 décembre 1922, l'Action française réunit vingt mille personnes à la salle Wagram à Paris pour convoquer de nouveaux États généraux,. Bernard de Vesins, Marie de Roux, Léon Daudet, Maxime Real del Sarte et Georges Valois y haranguent la foule. À l'issue de cette réunion, l'assemblée acclama l'idée « d'organiser la convocation des Etats généraux où seraient appelés à siéger avec les représentants des forces morales et spirituelles du pays, ceux des corps savants, ceux des instituts d'enseignement, les chefs et délégués des associations intellectuelles et économiques, patronales et ouvrière ».
Un comité d'action constitué de Max Leclerc, Eugène Mathon, Bernard de Vesins, Auguste Cazeneuve, Jacques Arthuys, Martin-Mamy, Ambroise Rendu, Georges Valois, Etienne Bernard-Précy se réunit à Bordeaux les 2 et 3 mars 1923. À l'Athénée municipal de Bordeaux, Eugène Mathon et Georges Valois présentèrent le programme du comité et deux mille Girondins « décidèrent une nouvelle « union sacrée » pour soutenir l’État français dans la crise intérieure et extérieure ». Il fut décidé de former un comité d'action par région, de demander le paiement des réparations par l'Empire allemand, de délivrer les peuples allemands de la tyrannie prussienne et de redresser financièrement la France. Pour les participants, il s'agissait de sauver « l'Occident de la menace d'une nouvelle guerre et place la France au premier rang des puissances pacificatrices ».

## Les États généraux
Les États généraux n'ont pas pour objet de faire la Loi, mais uniquement de rassembler les « informations nécessaires à son élaboration et pour veiller à une application humaine ». Pour Georges Valois, il doit avoir à la tête de l'État un « chef responsable, agissant au-dessus des partis et des intérêts particuliers ».
Le 19 octobre 1923, six cents notables sont rassemblés à la salle des ingénieurs civils à Paris parmi une liste de six mille noms établie par Eugène Mathon,. Cette démonstration était censée représenter en face de l'État l'ensemble des intérêts de la nation. D'après l'historien Jean-Claude Drouin, « les États généraux devaient permettre à des hommes de tous les partis de se rassembler pour une œuvre commune tout en demeurant apolitique » selon le souhait de Georges Valois. Charles Maurras, directeur de L'Action française, diverge car en vertu du Politique d'abord, c'est la monarchie qui doit être le préalable de toute réforme du pays.

## L'échec
En 1924, le mouvement des États généraux fut concurrencé par Justin Godard, ministre du gouvernement Édouard Herriot, qui mit sur pied un Conseil économique national. Georges Valois dénonce cette diversion. Il poursuit sa campagne pour les États généraux et se présente aux élections législatives de 1924 dont les résultats sont mauvais pour l'Action française. Georges Valois est battu en banlieue parisienne et les autres listes d'Action française conduites par Bernard de Vesins, Marie de Roux et Léon Daudet sont aussi battues.
Les Cahiers des États généraux s'arrêtent le premier semestre 1925 avec une allocution retranscrite de Georges Valois prononcée le 11 novembre 1924 qui annonce la Révolution nationale :

« Il nous faut détruire l’État bourgeois, libéral, parlementaire... il nous faut le détruire et le remplacer par un État national, ayant à sa tête un « Chef » que nous n'élirons pas — car un « chef » cela ne s'élit pas : cela se désigne soi-même. Oui ! Un chef national qui soit au-dessus de toutes les classes, de tous les partis, qui n'ait l'esprit d'aucune classe, d'aucun parti : qui n'ait que l'esprit national, qui fasse reposer l’État sur l'esprit héroïque qui est le nôtre, et qui appelle les combattants à le soutenir dans son œuvre de restauration »

— Georges Valois

## Postérité
En 1925, Georges Valois lance le journal Le Nouveau Siècle et s'émancipe de l'Action française en fondant le premier mouvement fasciste français : Le Faisceau s'appuyant sur la famille, la région et la corporation. En 1926, Georges Valois publie un volume des Cahiers des États généraux à la Nouvelle Librairie nationale.  

## Presse
- Cahiers des États généraux dans Retronews, les archives numériques des journaux de la BnF.